# HC Csíkszereda
Hochei Club Csíkszereda (HC Miercurea Ciuc în română) a fost un club de hochei pe gheață din Miercurea Ciuc, care a evoluat în MOL Liga. Clubul a fost desființat din motive financiare în anul 2009.

## Lotul de jucători 2008-2009
| Portari | Portari               |
| ------- | --------------------- |
| 30      | Slovacia Polc Patrik  |
| 35      | România Fülöp Róbert  |
| 33      | România Fülöp Rajmond |

| Atacanți | Atacanți                   |
| -------- | -------------------------- |
| 17       | România Antal Zsombor      |
| 37       | România Bálint Zsolt       |
| 71       | România Biró Ottó          |
| 20       | România Lőrincz Levente    |
| 24       | România Mihály Árpád       |
| 21       | România Mihály Ede         |
| 7        | România Molnár Zsolt       |
| 28       | România Páll Zoltán        |
| 22       | România Péter Levente      |
| 99       | România Petres Tivadar     |
| 23       | Slovacia Pupak Miroslav    |
| 18       | Slovacia Saluga Martin     |
| 32       | Slovacia Stefanka Miroslav |
| 11       | România Szabó István       |
| 77       | România Csanád Virág       |
| 14       | Ucraina Zabludovsky Denis  |

## Palmares
- MOL Liga:
  - (1) : 2008